# 위기론
위기론(Crisis theory)은 자본주의의 이윤율의 경향적 저하의 원인과 결과와 관련하여 마르크스의 정치경제학 비판과 관련되며 더 나아가 마르크스주의 경제학을 통해 보급되었다.
시스몬디의 초기 분석은 위기론의 체계적 뿌리의 최초 제안을 제공하였다.
로자 룩셈부르크와 헨릭 그로스만은 모두 자본주의의 본성에 관한 시스몬디의 업적에 이끌렸다.

## 같이 보기
- 자본론 제3권
- 이윤율의 경향적 저하 법칙
- 후기자본주의
- 마르크스주의
- 신자유주의